# 庄内沙希
庄内 沙希（しょうない さき、1990年10月3日 - ）は、北海道出身のフリーアナウンサー、司会者、元ランラン号キャスタードライバー。日本リトルシニア中学硬式野球協会北海道連盟アナウンスメンバー。

## 略歴
アップフロントグループの社内カンパニーであるアップフロントエージェンシー社 札幌支社運営のフットサルチーム・サッポロチェルビーズに所属していた。背番号7。
2013年4月から2016年3月までSTVラジオ第102代ランラン号キャスタードライバーを務めた。
2016年4月　STVラジオ「オハヨー!ほっかいどう」木金 アシスタント（2016.04-2016.09）。
2016年11月よりコミュニティFMラジオ　RADIO TXT FMドラマシティにて朝の情報番組「モーニングサンドウィッチ」の隔週水曜日担当（2016.11-）。
北海道日本ハムファイターズ　2017ファイターズガール。
2018年4月結婚。

## 人物
北海道札幌南高等学校、北星学園大学文学部心理・応用コミュニケーション学科卒業。
高校から大学2年生まで札幌のフットサルチーム、サッポロチェルビーズに所属していた。ポジションはゴレイロ。2009年3月フットサル練習中に転倒。左膝前十字靭帯断裂及び左膝外側半月板損傷で靱帯再建手術を受ける。
学生時代は東日本大震災で被災した宮城県南三陸町でボランティア活動をした。
大学4年生の時、父親からの勧めでSTVラジオのランラン号キャスタードライバーの試験を受け、合格。大学卒業後、「工藤じゅんきの十人十色」、「のりおとよしこのどさんこラジオ」、「生活情報バラエティ わくわくラジオ」、「吉川のりおの聞いてナットク のりのりラジオ」、「ウィークエンドバラエティー 日高晤郎ショー」に出演。札幌市内及び近郊をランラン号に乗って3年間中継リポートしていた。先輩には阿部菜穂子、田付美帆(セブンイレブン探検隊)、後輩には田村みなみ、花井瑞穂がいる。
ランラン号卒業後、フリーアナウンサーとして活動。STVラジオ「オハヨー!ほっかいどう」の木曜金曜アシスタントを務める。
2017年1月、父親の勧めからファイターズガールオーディションに応募。札幌ドームのグラウンドで必死に踊った。
フリーアナウンサーとしてはイベントMCや結婚式の司会として活動している。